# ترنادو آلیشیا بلک
ترنادو آلیشیا بلک (انگلیسی: Tornado Alicia Black؛ زاده ۱۲ مهٔ ۱۹۹۸) یک تنیس‌باز اهل ایالات متحده آمریکا است.